# Roberto Cavalcanti
Roberto Cavalcanti Ribeiro (Recife, 5 de maio de 1946) é um empresário e político brasileiro.
Empresário, é proprietário do Sistema Correio de Comunicação, da qual fazem parte a TV Correio, afiliada da Rede Record, a TV Maior, o jornal diário Correio da Paraíba e rádios. Também foi diretor da empresa Polyutil/Plastfort, das quais foi processado pelo Ministério Público Federal por empréstimos da FINEP não pagos.
Foi eleito em 1994 2º suplente do senador Ronaldo Cunha Lima ao lado de José Carlos da Silva Júnior (1º suplente) direto-presidente da Rede Paraíba de Comunicação, afiliada da Rede Globo de Televisão na Paraíba.
Filiado ao PRB, foi 1º suplente do senador José Maranhão do PMDB da Paraíba. Em 2006 assumiu por alguns meses a vaga do titular. Em virtude da renuncia de José Maranhão em 18 de fevereiro de 2009, que assumiu o governo da Paraíba, assume em definitivo o mandato, que se conclui em 1º de fevereiro de 2011.

## Ligações Externas
- Página do Senador Roberto Cavalcanti